# Мольян-Дрёй (кантон)

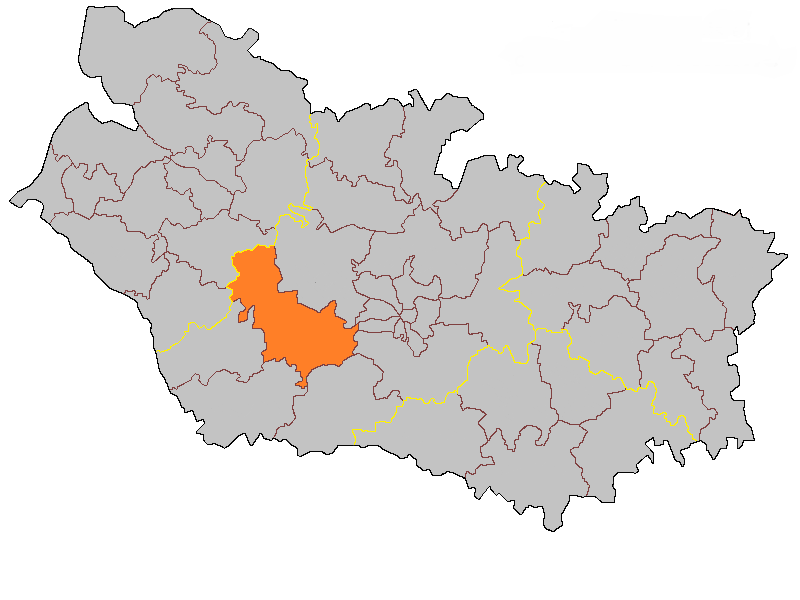
Кантон Мольян-Дрёй на карте департамента Сомма

Мольян-Дрёй (фр. Molliens-Dreuil) — упраздненный кантон во Франции, регион Пикардия, департамент Сомма. Входил в состав округа Амьен.
В состав кантона входили коммуны (население по данным Национального института статистики за 2009 г.):
- Авележ (49 чел.)
- Беттанкур-Ривьер (218 чел.)
- Бовель (391 чел.)
- Брикемениль-Флоксикур (159 чел.)
- Бугенвиль (464 чел.)
- Варлюс (229 чел.)
- Гиньемикур (241 чел.)
- Кам-ан-Амьенуа (172 чел.)
- Кевовилле (1 075 чел.)
- Кенуа-сюр-Эрен (449 чел.)
- Клери-Сольшуа (388 чел.)
- Крёз (192 чел.)
- Лалё (95 чел.)
- Метиньи (100 чел.)
- Мольян-Дрёй (870 чел.)
- Монтань-Фаэль (171 чел.)
- Писси (282 чел.)
- Ревель (540 чел.)
- Рьянкур (174 чел.)
- Сент-Обен-Монтенуа (223 чел.)
- Сессваль (224 чел.)
- Сё (164 чел.)
- Тайи (65 чел.)
- Уасси (239 чел.)
- Флюи (304 чел.)
- Френуа-о-Валь (247 чел.)
- Эрен (2 254 чел.)

## Экономика
Структура занятости населения:
- сельское хозяйство — 16,1 %
- промышленность — 8,6 %
- строительство — 8,7 %
- торговля, транспорт и сфера услуг — 29,2 %
- государственные и муниципальные службы — 37,3 %

## Политика
Жители кантона придерживаются правых взглядов. На президентских выборах 2012 г. они отдали в 1-м туре Николя Саркози 27,8 % голосов против 25,5 % у Франсуа Олланда и 24,5 % у Марин Ле Пен, во 2-м туре в кантоне победил Саркози, получивший 51,4 % голосов (2007 г. 1 тур: Саркози — 31,2 %, Сеголен Руаяль — 22,2 %; 2 тур: Саркози — 56,6 %). На выборах в Национальное собрание в 2012 г. по 3-му избирательному округу департамента Сомма жители кантона поддержали действовавшего депутата, кандидата правого Союза за народное движение Жерома Биньона, набравшего 36,4 % голосов в 1-м туре и 53,7 % — во 2-м туре. На региональных выборах 2010 года в 1-м туре победил список «правых», собравший 27,2 % голосов против 20,1 % у списка социалистов и 15,2 % у Национального фронта. Во 2-м туре «левый список» с участием социалистов и «зелёных» во главе с Президентом регионального совета Пикардии Клодом Жеверком получил 43,7 % голосов, «правый» список во главе с мэром Бове Каролин Кайё занял второе место с 36,3 %, а Национальный фронт с 20,0 % финишировал третьим.
|  | Кандидат           | Партия                    | % голосов |
|  | ------------------ | ------------------------- | --------- |
|  | Жан-Жак Стотер     | Радикальная партия левых  | 54,73     |
|  | Бенжамен Фурдринье | Национальный фронт        | 18,65     |
|  | Жан-Марк Лабесс    | Союз за народное движение | 13,69     |
|  | Альбер Ноблесс     | Союз за народное движение | 10,32     |
|  | Франсис Манье      | Крайне правые             | 2,61      |

|  | Кандидат       | Партия                   | % голосов |
|  | -------------- | ------------------------ | --------- |
|  | Жан-Жак Стотер | Радикальная партия левых | 44,26     |
|  | Ален Дефосс    | Прочие правые            | 39,79     |
|  | Франсис Манье  | Национальный фронт       | 15,95     |